# Batavus felkelés

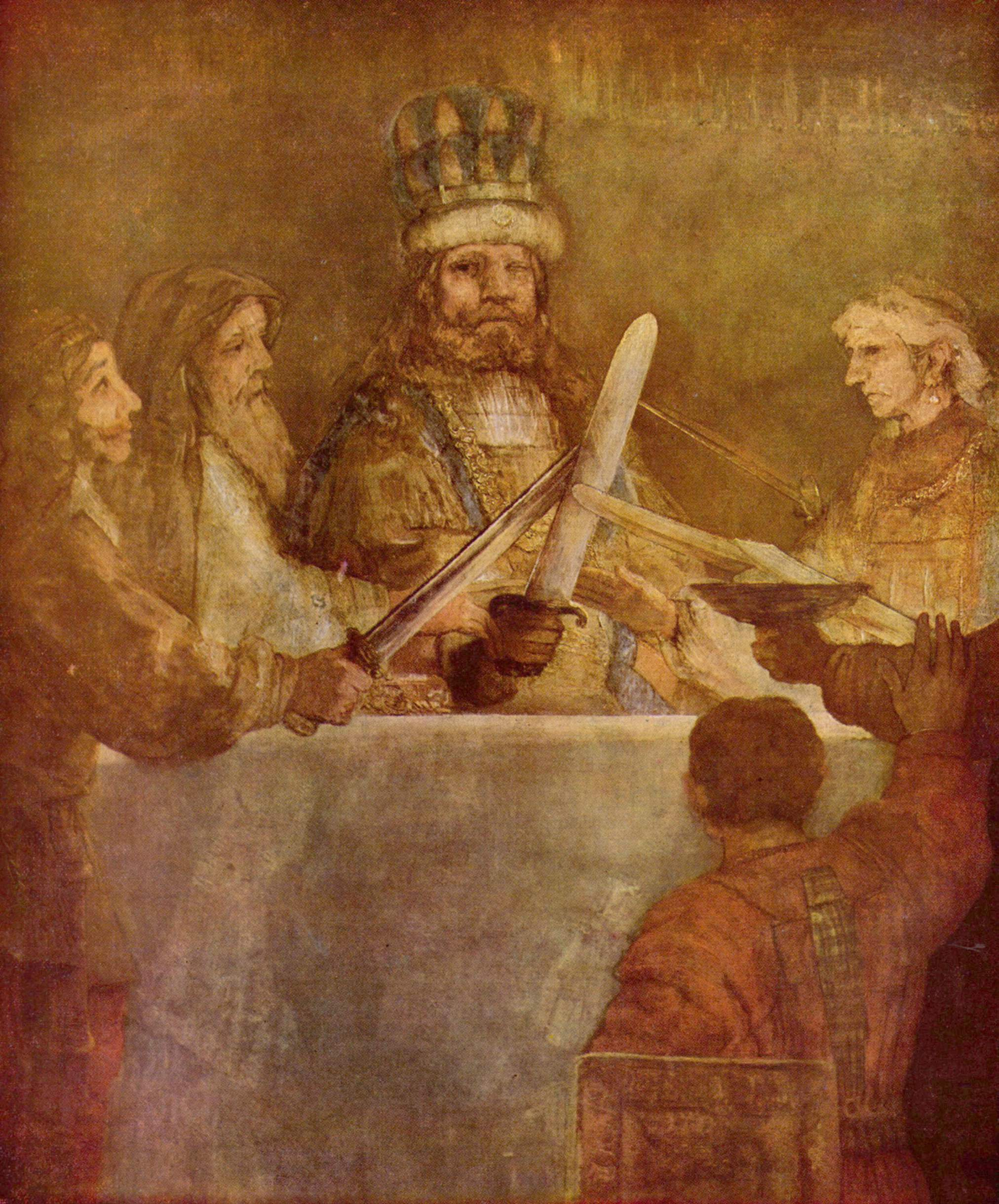
Rembrandt: Civilis összeesküvése

A batavus felkelés lázadás volt a Római Birodalom ellen 69-ben és 70-ben Germania Inferior provinciában. Olyan időszakban kezdődött, a négy császár évében, amikor a császári trón utódlása körüli bizonytalanság komoly fenyegetéseket idézett elő a birodalom számára.
A Gaius Julius Civilis vezette lázadóknak sikerült megsemmisíteni négy római légiót, megszégyenítő vereségeket mérve a római hadseregre. Kezdeti sikereik után azonban Quintus Petillius Cerialis erős római serege legyőzte őket. A béketárgyalások után a helyzet normalizálódott, de a batavusok törzsének el kellett fogadnia, hogy egy római légió állandóan területén állomásozzon. A lázadás leverése egybeesett a római császári uralom újbóli megszilárdításával.

## Az előzmények
A batavusok viszonylag jelentéktelen törzs volt, amely a birodalom szövetségeséül szegődött és amelyet sikerrel romanizáltak. A mai Hollandia területén éltek, a Rajna és a Waal folyók közt. A vidék szegény volt és birtoklása kevés előnyt jelentett a rómaiak számára, kivéve a batavusokból szervezett katonai egységeket. Ezekből állt a Corporis Custodes, a császár személyes testőrcsapata. Galba azonban, a négy császár közül az első, botrányos körülmények között elbocsátotta a Custodeseket, sőt elrendelte két romanizált batavus herceg, Gaius Julius Civilis és testvére, Claudius Paulus letartóztatását. A hercegek elleni vádak nem ismertek, de a konfliktus mögött talán az áll, hogy a Germania korábban hűséget tanusított a Galba előtti császár, az öngyilkosságra kényszerített Nero iránt. Civilist végül elengedték, Paulust azonban 68 szeptemberében kivégezték. 

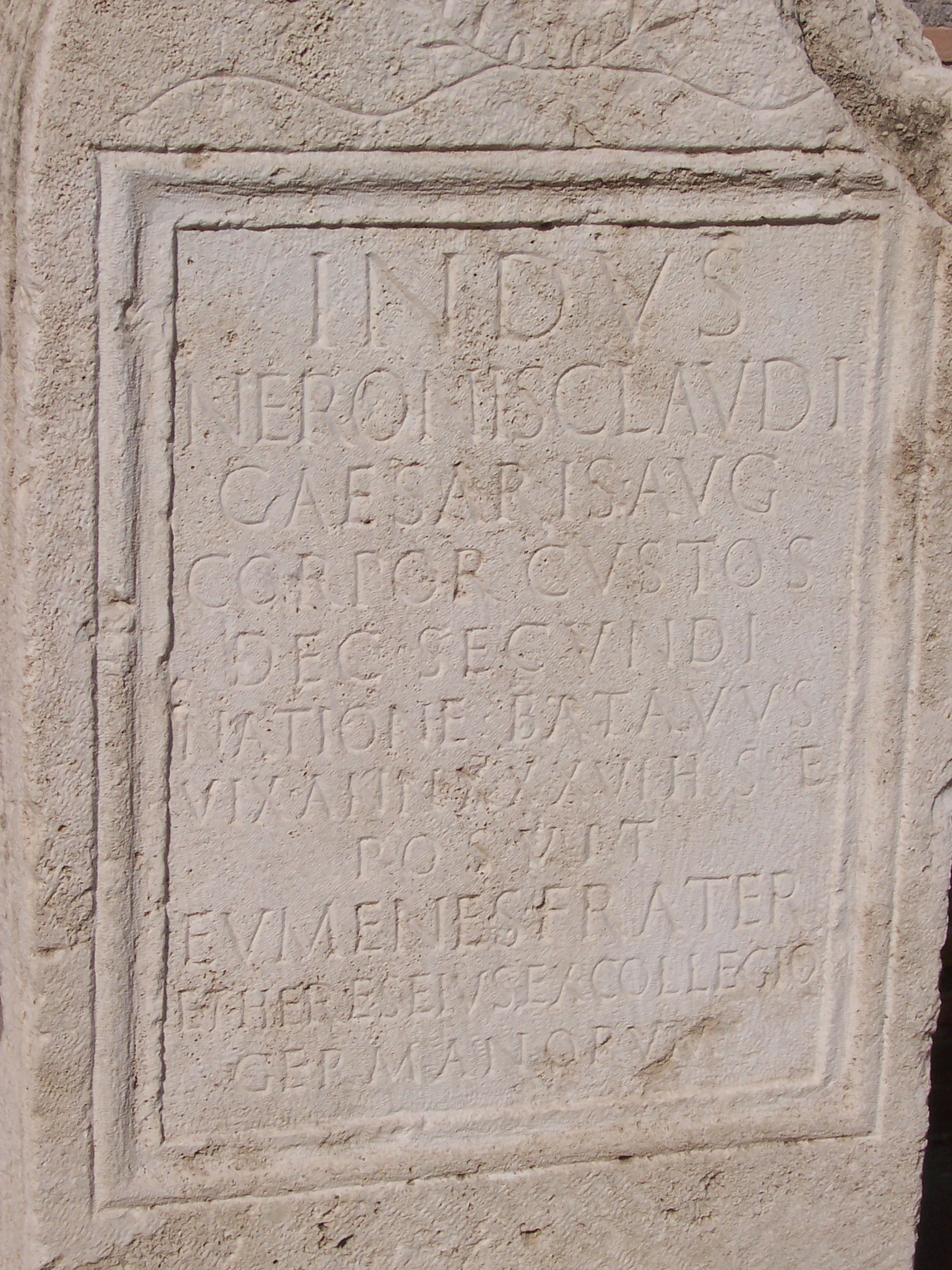
Nero Corporis Custodes testőrsége egy tagjának halotti sztéléje

Amikor Vespasianus felkelése a következő évben Vitellius császár hatalmát fenyegette, a császár katonákat követelt a batavusoktól. Bár a rajnai hadsereg parancsnoka, Marcus Hordeonius Flaccus nem reagált, egyes források szerint a római hadsereg toborzói törvénytelenségeket követtek el és megvesztegetést csikartak ki. A batavusok közt olyan magasra csapott az elégedetlenség, hogy Civilis vezetésével szervezkedni kezdtek a rómaiak ellen.

## A felkelés kezdete
69 nyarán Civilis a rajnai légiók közt elosztott batavus segédcsapatok parancsnoka volt. Ismerte a római haditaktikát és arra is voltak ötletei, hogyan lehet kijátszani. Első lépésként csapdát állított: lázadást szított Batavián kívül. 
A batavusok és az Északi-tenger közt élt a Cananefates törzs. Nem tudni, Civilis pontosan hogy lázította fel őket, mindenesetre Brinno törzsfő vezetésével a törzs rátámadt több római erődítményre, köztük Traiectum (a mai Utrecht). A rómaiakat rossz időben érte a támadás, hiszen csapataik zöme Itáliában a polgárháború küzdelmeivel volt elfoglalva. Flaccus, a rajnai csapatok parancsnoka segédcsapatokat küldött ki, hogy ellenőrzésük alá vonják a lázongó területeket. Ekkor lépett nyílt sisakkal lázadóként a színre Civilis és a mai Arnhem mellett legyőzte a rómaiakat.
Flaccus ekkor már látta, hogy komoly ellenfelekkel áll szemben és az V. Alaudae légiót és a XV. Primigenia légiót küldte ellenük, három segédcsapat egységgel együtt, köztük batavus lovassággal, amelyet Claudius Labeo vezetett, akiről úgy tudták, Civilis ellensége. A csatára a mai Nijmegen közelében került sor. A batavus segédcsapat átállt Civilishez, ami még inkább aláásta a rómaiak amúgy is gyenge harci morálját. A rómaiak nagy vereséget szenvedtek és a légióknak táborukba kellett visszavonulniuk Castra Veterába (a mai Xanten).
A batavusok ezzel a győzelemmel gyakorlatilag függetlenné váltak és megőrizték a kezdeményezést. Még a császári trónért Vitelliusszal küzdő Vespasianus is üdvözölte a felkelést, amely távol tartotta ellenfele rajnai légióit a polgárháborútól. A batavusoknak függetlenséget ígértek és úgy tűnt, Civilis jó úton van a királyi trón felé. 

## Harc Castra Veteráért
Az ígéret azonban nem állította meg Civilist és úgy döntött, elpusztítja a már legyőzött két légiót. Az időzítés erre jó volt, hiszen a római polgárháború a csúcspontján járt, ami azt jelentette, Róma jó ideig nem engedheti meg magának az ellentámadást. Ugyanakkor Vitellius seregének nyolc batavus kisegítő egysége hazafelé tartott és valószínű volt, hogy ők is testvéreikhez csatlakoznak. Létszámuk nagyobb volt, mint a teljes Flaccus parancsnoksága alatt álló haderő Moguntiacumban (a mai Mainz) és Bonnában (a mai Bonn). 
69 szeptemberében Civilis ostrom alá fogta Castra Veterát, ahol az V. és XV. légió megmaradt ötezer katonája sáncolta el magát. A tábor modern volt, földfalakkal, tornyokkal és kettős árokkal jól megerődített és feltöltve készletekkel. Miután több támadás is kudarcot vallott, Civilis úgy döntött, kiéhezteti a légiókat. 
Flaccus, a rajnai légiók fővezére politikai kutyaszorítóban volt. Nem tudta eldönteni, hogy a légiói támogatta Vitellius, vagy a Civilist üdvözlő Vespasianus nyeri a polgárháborút, és jól emlékezett rá, hogy nem sokkal korábban Galba császár megbüntette a rajnai légiókat, amikor azok felléptek a Galbát támogató Vindex ellen, aki felkelést vezetett Gallia Lugdunensis tartományban. A Castra Veterai légiók feltartásával Civilis Vespasianust segítette, ami azt jelentette, hogy ha Vespasianus győz, a rajnai légiók és vezetőik újra bajba kerülhetnek, ha Civilisre támadnak. 
Amikor azonban megérkezett Vitellius vereségének híre és Civilis még mindig nem hagyta abba az ostromot, világossá vált, hogy nem Vespasianusért küzd, hanem Bataviáért. Flaccus végre elszánta magát az ellentámadásra. Civilis nem várta meg, amíg felkészül: december 1-jén Gelduba katonai tábornál (a mai Krefeld) nyolc legjobb lovasegységével ő támadt rá a rómaiakra. A rómaiak megnyerték a csatát, elpusztították a batavus lovasságot, de ők maguk is óriási veszteségeket szenvedtek. 
Mivel így valószínűvé vált, hogy a rómaiak felmentik Castra Veterát, Civilis abbahagyta az ostromot, de ekkor meg Mogianticum, a fő rajnai központ megtámadásával fenyegette a rómaiakat. Meg is tévesztette a rómaiakat, akik Mogianticum védelmére vonták össze erőiket. Itt érte őket Vespasianus trónra lépésének híre. Flaccus ekkor követte el a végzetessé váló hibát: az eseményt megünneplendő jutalmat akart kiosztani a katonák közt, akik azonban Vitellius hívei lévén ezt sértésnek vették. Flaccust megölték, helyettese pedig sietve távozott, zűrzavart hagyva maga után.
Civilis észrevette a kínálkozó lehetőséget és hamarosan újra Castra Veterát ostromolta.

## A felkelés csúcspontja
A 70. év a felkelők előnyével vette kezdetét. Két légió ostromzár alatt állt, a helyben állomásozó római hadsereg többi része pedig nem volt elég erős ahhoz, hogy elbánjon a lázadással. Közben a treverek és a lingók kikiáltották Gallia függetlenségét és Julius Sabinus, a szakadár gall császár a maga oldalára állította az I. Germanica Légiót és a XVI. Gallica Légiót is. A Castra Veterában rekedtek helyzete kétségbeejtő volt: élelmük kifogyott, lovaikat és öszvéreiket ették. Mivel felmentésre nem volt kilátás, a csapatok parancsnoka, Munius Lupercus a megadás mellett döntött. 
A légióknak megígérték, hogy bántatlanul távozhatnak. A fegyvereket, lövedékeket és aranyat hátrahagyták a táborban. A két menetelő légió katonáit azonban néhány kilométernyire a tábortól a germánok megtámadták és leöldösték. A parancsnok és a főtisztek rabszolgák lettek és ajándékba adták őket Veledának, a jósnőnek, aki korábban a batavusok felemelkedését jövendölte.

## A birodalom lecsap

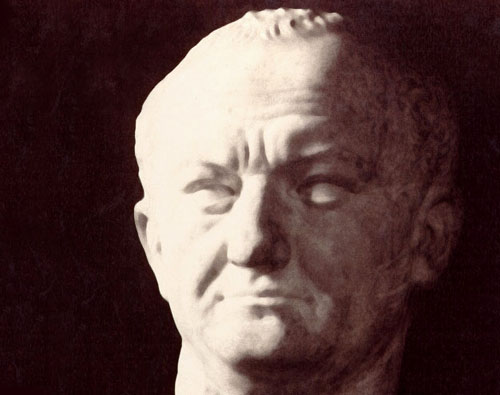
Vespasianus

A felkelések most már súlyos fenyegetést jelentettek a birodalomra. Két légió megsemmisült, kettő pedig a felkelők kezére került. Vespasianus, amint megszilárdította helyzetét Itáliában, cselekedett. Hatalmas támadó sereget gyűjtött és kinevezte közeli rokonát, a tapasztalt hadvezért, Quintus Petillius Cerialist parancsnoknak. A VIII. Augusta Légiót, a XI. Claudia Légiót, a XIII. Gemina Légiót, a XXI. Rapax Légiót és a nemrég toborzott II. Adiutrix Légiót azonnal Germániába küldték. Ugyanakkor visszavonták Hispaniából az I. Adiutrix Légiót és a VI. Victrix Légiót, Britanniából pedig a XIV. Gemina Légiót. E haderő javát Gallia és Germania Superior pacifikálására és a rajnai határvonal biztosítására szánták, Cerialisnak azonban még így is erős sereg állt rendelkezésére ahhoz, hogy elbánjon a lázadókkal. 
A római sereg közeledtének hírére Julius Tutor, Civilis egyik szövetségese megadta magát. Kapitulált a korábban átállt I. Germanica és a XVI. Gallica légió is. Megszégyenítették őket és Róma kifejezte, hogy nincs többé bizalma bennük: az I. Germanica Légiót feloszlatták és katonáit a Pannoniában állomásozó VII. Gemina Légióba osztották be. A XVI. Gallicát XVI. Flavia Firma Légió néven újraszervezték. 
A lázadók és megfogyatkozott szövetségeseik, Cerialistól minden irányból fenyegetve, észak felé vonultak vissza és a felkelés Germani Inferior területére szorult vissza. 
Batáviából Civilis szárazföldön, illetve a Rajna és Waal folyókon rá-rácsapott a rómaiakra. Egy alkalommal a római zászlóshajót is elfogták, ami nagy megaláztatásnak számított a rómaiak számára. Cerialis úgy döntött, lerohanja Batáviát. 
Az időzítés azonban nem bizonyult jónak. Nagy esők estek és megkezdődött a Rajna és a Waal éves áradása. A római sereg nehéz helyzetben találta magát, de Civilis elszalasztotta az alkalmat a támadásra. Ehelyett szeptemberen megadta magát Cerialisnak.
Az ezután következő béketárgyalások részletei nem ismertek. Annyit tudunk, hogy a batavusoknak meg kellett újítaniuk szövetségüket Rómával és újabb nyolc lovas segédcsapatot küldeni a római hadseregbe. A batavus fővárost, a mai Nijmegent lerombolták és lakóit arra kötelezték, hogy a folyó mentén néhány kilométerre lejjebb, katonailag nem védhető helyen építsék fel újra. A X. Gemina Légió új állomáshelyét pedig a közelben jelölték ki.
Civilis sorsát nem ismerjük.